# 維拉科塔山 (庫斯科大區)
13°32′39″S 71°9′8″W / 13.54417°S 71.15222°W
維拉科塔山（Velacota），是秘魯的山峰，位於該國南部庫斯科大區的基斯皮坎奇省，處於科爾克蓬科山東南面和安卡瓦查納山西南面，屬於安第斯山脈中韋爾卡努塔山脈的一部分，海拔高度約5,100米。